# Pierre Magne (Politiker)

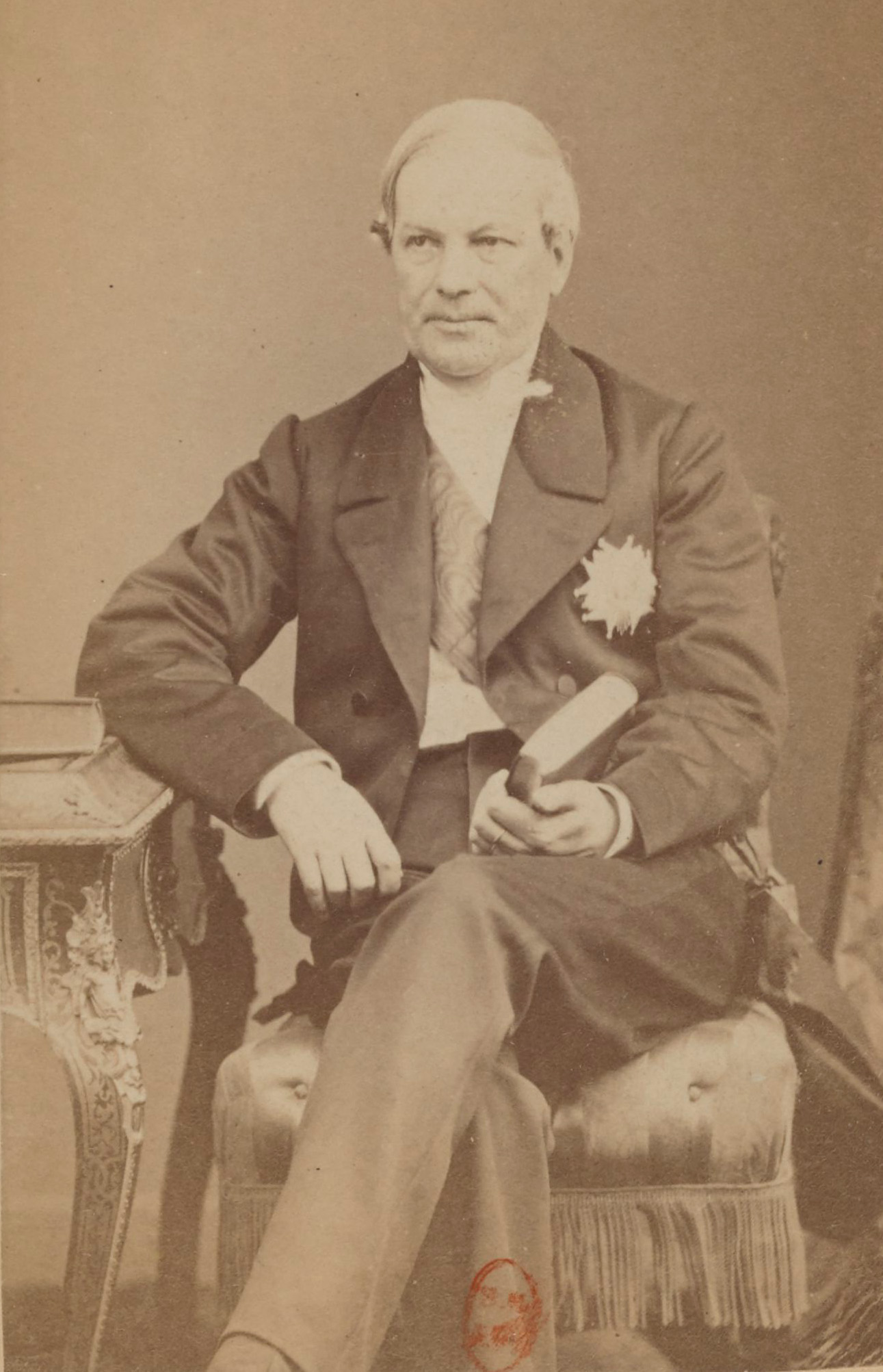
Pierre Magne

Pierre Magne (* 3. Dezember 1806 in Périgueux; † 17. Februar 1879 im Schloss Montaigne, Dordogne) war ein französischer Staatsmann. Viermal amtierte er als Finanzminister.

## Leben
Pierre Magne, der aus bescheidenen Verhältnissen stammte, war Sohn des Färbers Louis Magne (* 1765; † 1836) und der Jeanne Buis (* 1780; † 1854). Nach dem Besuch des Gymnasiums in Périgueux arbeitete er, gefördert vom General Bugeaud, als Schreiber auf der Präfektur seiner Vaterstadt und sparte sich die Mittel, um in Toulouse die Rechte zu studieren. Er wirkte ab 1830 kurze Zeit als Advokat in Périgueux. Aus seiner 1833 geschlossenen Ehe mit Célestine Maigne gingen drei Kinder, Alfred (* 1834; † 1878), Émile (* 1836; † 1867) und Marie (* 1851; † 1916), hervor. 1835 wurde er auf Betreiben des Präfekten der Dordogne, Auguste Romieu, Rat der dortigen Präfektur. Am 19. August 1843 wurde er in Périgueux zum Mitglied der Deputiertenkammer gewählt und gehörte hier der konservativen Mehrheit an. In seinen Berichten über außerordentliche Kredite für Algerien zeigte er sich sehr loyal gegenüber seinem Schirmherrn, dem Marschall Bugeaud, der von 1840 bis 1847 als Generalgouverneur Algeriens fungierte. Daraufhin wurde er Berichterstatter für das Einnahmebudget. Bei Verhandlungen über Finanzfragen bewies er ein hervorragendes Talent, erreichte am 1. August 1846 seine Wiederwahl als Deputierter und erhielt den Posten des Direktors des Komitees für Streitsachen im Finanzministerium. Im November 1847 wurde er zum Unterstaatssekretär im vom General Trézel geführten Kriegsministerium ernannt und musste sich deshalb einer weiteren Wahl stellen, die für ihn am 18. Dezember 1847 erfolgreich verlief, doch verlor er seinen Posten aufgrund der Februarrevolution 1848.
In der Folge schloss sich Magne dem Prinz-Präsidenten Ludwig Napoleon an, wurde im November 1849 Unterstaatssekretär im Finanzministerium und am 9. Januar 1851 Minister der öffentlichen Arbeiten. Er bereiste im Auftrag der Regierung Deutschland, die österreichischen Staaten und Italien und wurde am 6. Juli 1851 als Repräsentant des Départements Dordogne gewählt. Bei Einsetzung des Kabinetts vom 26. Oktober 1851 gab er sein ministerielles Portefeuille an Lacrosse ab, erhielt dieses am Tag nach dem Staatsstreich Napoleons III., dem 3. Dezember 1851, wieder, legte es aber am 22. Januar 1852 infolge der Konfiskation der Güter des Hauses Orléans nieder. Aber bald darauf avancierte er zum Präsidenten der Abteilung für öffentliche Arbeiten, Ackerbau und Handel im Staatsrat sowie am 31. Dezember 1852 zum Senator des Zweiten Kaiserreichs. Bereits am 28. Juli 1852 war er wieder zum Minister der öffentlichen Bauten ernannt worden, und am 23. Juni 1853 bekam er zudem die Agenden des Ackerbaues und Handels übertragen. Am 3. Februar 1855 vertauschte er diese drei Verwaltungszweige gegen das Ministerium der Finanzen. Im August 1855 erhielt er das Großkreuz der Ehrenlegion. Am 26. November 1860 dankte er als Finanzminister ab, woraufhin ihm Adolphe de Forcade Laroquette nachfolgte. Von da an bis zum 30. März 1863 war Magne als Minister ohne Portefeuille mit der Verteidigung der Politik Napoleons III. in den Kammern beauftragt, gab dann diesen Posten aufgrund von Differenzen mit Achille Fould auf und wurde vom Kaiser am 1. April 1863 zum Mitglied des Geheimen Rats ernannt.
Als die kaiserliche Regierung einer neuen Anleihe bedurfte, wurde Magne, der ebenso viel finanzielles Geschick wie Vertrauen in den Börsenkreisen besaß, am 13. November 1867 wieder zum Finanzminister berufen. Er hatte den Triumph, dass diese 700 Millionen Francs zählende Anleihe 34-mal gezeichnet wurde. Er blieb auch, einer liberaleren Wendung der Politik nicht abgeneigt, bei der Umgestaltung des Ministeriums vom 12. Juli 1869 im Amt. Allerdings nahm er dann am 27. Dezember 1869 mit seinen Kollegen seine Entlassung, weil er, obwohl ein Freund des liberalen Kaisertums, doch zu unpopulär und als Gehilfe des Absolutismus zu stark kompromittiert war, um Mitglied des Kabinetts von Émile Ollivier werden zu können. Er trat am 10. August 1870 in das Kabinett Palikao wieder in der Funktion als Finanzminister ein, gegenzeichnete ein den gesetzlichen Kurs von Banknoten regelndes Gesetz und leitete die Zeichnung einer Anleihe im Wert von 750 Millionen Francs. Bereits am 4. September 1870 verschwand er aber mit dem Fall Napoleons III. vom politischen Schauplatz.
In der Dritten Französischen Republik wurde Magne am 2. Juli 1871 als Kandidat des Départements Dordogne in die Nationalversammlung gewählt, wo er dem rechten Zentrum angehörte. Er stimmte mit den konservativen Monarchisten, insbesondere am 24. Mai 1873 für den Sturz Thiers’, war Mitglied mehrerer Finanzausschüsse und wurde im Kabinett von Albert de Broglie am 25. Mai 1873 zum vierten Mal Finanzminister, welche Funktion er auch behielt, als Ernest Courtot de Cissey am 22. Mai 1874 an die Spitze der Regierung trat. Er hatte die Zahlung der letzten Milliarde der Kriegslasten zu leisten, suchte unbedingt das Obligo der Staatsschuld zu reduzieren und trat dabei u. a. für die Einhebung der Salzsteuer und die Erhöhung verschiedener indirekter Steuern ein. Da die Nationalversammlung seinen Haushaltsvoranschlag für 1875 nicht guthieß, legte er seinen Ministerposten am 15. Juli 1874 nieder.
Magne votierte für das am 30. Januar 1875 angenommene Amendement von Henri-Alexandre Wallon zur Wahl des Staatspräsidenten und im Verlauf des gleichen Jahrs auch für die drei die Dritte Republik fest begründenden Verfassungsgesetze. Am 30. Januar 1876 wurde er für die Dordogne in den Senat gewählt, hielt hier zur bonapartistischen Parlamentsfraktion Appel au peuple und stimmte insbesondere für das am 16. Mai 1877 neu eingesetzte, von Albert de Broglie geführte reaktionäre Kabinett sowie im Juni 1877 für die Auflösung der Deputiertenkammer. Er musste aber aufgrund von Krankheit immer öfter den Senatssitzungen fernbleiben und starb am 17. Februar 1879 im Alter von 72 Jahren in seinem Schloss Montaigne, wohin er sich zurückgezogen hatte.